# MacPherson Peak
Der MacPherson Peak ist ein markanter, felsiger und 2290 m hoher Berg im ostantarktischen Viktorialand. In den Usarp Mountains ragt er am nordwestlichen Ende des Pomerantz-Tafellands auf.
Der United States Geological Survey kartierte ihn anhand eigener Vermessungen und mithilfe von Luftaufnahmen der United States Navy aus den Jahren von 1960 bis 1962. Das Advisory Committee on Antarctic Names benannte ihn 1964 nach Frank L. MacPherson von der United States Army, Hubschraubermechaniker des United States Geological Survey von 1961 bis 1963 und dabei an der Vermessung dieses Bergs beteiligt.